# Cynan ap Hywel
Cynan ap Hywel (fl. X-XI secolo) è stato sovrano del Regno di Gwynedd dal 999 al 1005.
Apparteneva alla dinastia di Idwal Foel, che era stata detronizzata da Maredudd ab Owain. Cynan, infatti, era pronipote di Idwal Foel. 

Cynan restò al potere fino al 1005, ma davvero poco è stato tramandato sul suo regno e sulle circostanze che portarono alla sua detronizzazione da parte di Aeddan ap Blegywryd, che non appartenere alla diretta linea di successione.